# Cristian Ezequiel Ramírez
Cristian Ezequiel Ramírez (Nicanor Otamendi; 29 de marzo de 1995) es un futbolista argentino que se desempeña como mediocampista o volante. Actualmente juega para Club Juan Pablo ll en el torneo Liga 1 de Perú.

## Tratectoria

### Lanús
Realizó su formación en las divisiones inferiores del Club Atlético Lanús; permaneció en el club hasta el 20 de junio de 2017. En su periodo como jugador de Lanús solo disputó partidos en la Reserva de AFA y algunos por la Copa Libertadores Sub-20.

### Talleres
Llega en concepto de préstamo a Talleres por un año con opción de compra. Una transferencia que tomo por sorpresa a todos los fanáticos de la institución cordobesa al ser totalmente de improvisto; ya que no estaba en carpeta ni se había manifestado el interés de la institución en adquirirlo. Rápidamente los medios y redes sociales se hicieron eco de su llegada. Llega para afrontar la temporada de Primera División 2017/18 y es el segundo refuerzo del club en el mercado de pases de invierno. Debutó como profesional el 26 de agosto de 2017 frente a su exclub (Lanús), cuyo partido concluyó 5 a 2 en favor de Talleres, jugó los últimos 16 minutos del partido.

## Clubes
| Club                                             | País       | Año       |
| ------------------------------------------------ | ---------- | --------- |
| Círculo Deportivo de Comandante Nicanor Otamendi | Argentina  | 2004-2012 |
| Benfica (Sub-19)                                 | Portugal   | 2012-2013 |
| A.D. de Oeiras (Sub-19)                          | Portugal   | 2013-2014 |
| Lanús (reserva-Primera A)                        | Argentina  | 2015-2017 |
| Talleres                                         | Argentina  | 2017      |
| Club Atlético Lanús                              | Argentina  | 2018      |
| Thesprotos FC                                    | Grecia     | 2019-2022 |
| AS Trencin                                       | Eslovaquia | 2022      |
| Egaleo FC                                        | Grecia     | 2023-2024 |
| PAS Korinthos                                    | Grecia     | 2024-2025 |
| Asociación Club Deportivo Juan Pablo II College  | Perú       | 2025      |